# Сокальський Григорій Григорович
Григорій Григорович Сокальський (*1853 — †1913) — лікар-хірург, земський діяч, міський голова Олександрії на початку ХХ століття.

## Життєпис

Обкладинка альбому, подарованого Григорію Сокальському

Григорій Сокальський народився 1853 року в Полтавській губернії у родині священика.
З відзнакою закінчив медичний факультет Київського університету 18 травня 1878 року. За спеціальністю — хірург.
Спочатку працював військовим лікарем при першому Київському військовому шпиталі (з 25 червня по 17 грудня 1878 р.).
З 17 грудня 1878 року Григорія Сокальського було затверджено Херсонським губернським управлінням на посаді завідувача хірургічного відділення та дільничним лікарем Олександрійської земській лікарні. В Олександрійському земстві служив з 1878 до 1913. Завдяки наполегливості Григорія Сокальського, було побудовано нові корпуси Олександрійської земської лікарні (1900—1901), які використовуються до сьогодні.
З 1887 року і до самої смерті Сокальский працював також лікарем Олександрійської жіночої гімназії, а в останні роки ще й викладачем гігієни.
На 1901 рік Григорій Сокальський був земським лікарем першої дільниці, мав чин статського радника. Завідував хірургічним відділенням міської лікарні.1903-го року на честь двадцятип'ятиріччя його роботи в Олександрії, від громади міста, йому було подаровано великий альбом зі світлинами міста, що є зараз одним із небагатьох джерел, які дають уявлення про вигляд міста часів Російської імперії. Сокальський пішов у відставку з посади земського лікаря 8 лютого 1908 року.
Крім лікарської діяльності, Григорій Сокальський активно займався суспільною діяльністю.
З 1886 року (більше 20 років) він залишався гласним Олександрійського повітового земського зібрання. Спочатку він отримав мандат народної довіри як представник землевласників, а з 1908 року, як міський голова.
Жителі міста з 1889 року протягом 24 років обирали Сокальського почесним мировим суддею.
У 1907 році Григорій Сокальський отримує статус гласного Олександрійської міської думи.
Його було обрано міським головою Олександрії 27 березня 1908 року. Він заступив на цій посаді купця Василя Микитовича Торчинського. На засіданні 1 серпня 1912-го, Олександрійська міська дума обрала його міським головою ще на 4 роки. Сокальський виявив себе на посаді міського голови надзвичайно діяльною людиною, що багато зробила для міста. Він приділяв велику увагу розвитку освіти та медицини. Найбільшим досягненням Сокальського на посту міського голови вважається запровадження в місті загального навчання. Він також був одним із засновників Олександрійської публічної бібліотеки.
Саме за Сокальського Олександрія почала освітлюватися електрикою, багато вуличних тротуарів та Соборна (Базарна) площа були вимощені плиткою.
Григорій Сокальський був почесним мировим суддею по Олександрійському повіту.
Помер 1913 року, перебуваючи на посаді міського голови.

## Особисте життя

Будинок Григорія Сокальського в Олександрії у 1903 р.

Дружина Надія Ріхардівна Сокальська була власницею приватної жіночої прогімназії в Олександрії.
Станом на 1912 рік мешкав на вулиці Соборній у власному будинку.

## Нагороди
- Орден Святої Анни ІІ ступеня (1910)[6]

## Вшанування пам'яті
19 лютого 2016 на честь Григорія Сокальського в Олександрії було названо одну з великих вулиць у центрі.